# Unter-Sorg
Unter-Sorg ist der nach Einwohnerzahl  kleinste Ortsteil der Gemeinde Schwalmtal im mittelhessischen Vogelsbergkreis.

## Ortsgeschichte

### Mittelalter
Die heutigen Orte Ober-Sorg und Unter-Sorg hießen ursprünglich Schwalm und Fruleiba. Ein Namenspaar bilden die Orte erst seit dem 15. Jahrhundert.
Die urkundliche Ersterwähnung des Flusses Sualmanaha findet sich im Codex Eberhardi und ist ein Kopiar, welches um 1160 angelegt wurde. Der Gewässername stammt aus der Zeit um das Jahr 802. Ob hier auch der Ort gemeint ist, bleibt offen. Ebenfalls im Codex Eberhardi steht die Ersterwähnung des heutigen Unter-Sorg: „... in villa Fruenleibis ...“ Datiert wird diese Erwähnung auf 1160. Bereits hier wird die Organisationsform des Ortes mit villa angegeben.
1336 verkauft das Kloster Immichenhain seiner Chorfau Gertud von Weißenborn das Gut Roppershausen und die „... die Muolen zume fruolebis ...“.
Schließlich heißt es 1471: „... zu deme Vorlebeß by Hopfgarten ...“
In einem Salbuch von 1574 wird eindeutig zwischen den beiden Orten Ober- und Unter-Sorg differenziert: „... Obern und Nidderschwlm oder Sorge sind zwei Dörferchen, das eine wird die Obersorge, das andere die Undersorge oder Frulebach genannt. ... auf der Obristen Sorge und der Understen Sorge ..., ... auf den beiden Sorgen ..., ... zur Obern und Nidern Sorge..“.
Der Ortsname Fruenleibis ist ein Siedlungsname im Genetiv. Abgeleitet wird er von dem Rufnamen Frumleib. Der heutige Ortsname der beiden Siedlungen Sorge findet sich im Salbuch von 1574 und wurde schon im Mittelalter „auf Böden angewendet, die durch ihre Ertragsschwäche oder besondere klimatische Gefährdung“ zu Sorge Anlass boten. Das Abstraktum mhd. sorgebedeutet Furcht oder Besorgnis.
Der Ort gehörte in der zweiten Hälfte des 14. Jahrhunderts zum Gericht Hopfgarten, das die Landgrafen von Hessen aus dem Nachlass der Herren von Romrod erwarben.

### Neuzeit
Die Statistisch-topographisch-historische Beschreibung des Großherzogthums Hessen berichtet 1830 über Unter-Sorg:

„Untersorg (L. Bez. Alsfeld) evangel. Filialdorf; liegt an der Schwalm, 1 1⁄4 St. von Alsfeld, und hat 16 Häuser und 129 Einwohner, die evangel. sind, so wie 1 Hof, der Scheibelshof genannt, welcher Privat Eigenthum ist, und 1 Mühle.“

Im Zuge der Gebietsreform in Hessen schloss sich Unter-Sorg auf freiwilliger Basis mit weiteren acht zuvor selbständigen Gemeinden zum  31. Dezember 1971 zur neuen Gemeinde Schwalmtal zusammen.

### Verwaltungsgeschichte im Überblick
Die folgende Liste zeigt die Staaten und Verwaltungseinheiten, denen Unter-Sorg angehört(e):
- vor 1567: Heiliges Römisches Reich, Landgrafschaft Hessen, Amt Romrod
- ab 1567: Heiliges Römisches Reich, Landgrafschaft Hessen-Marburg, Amt Romrod[14]
- 1604–1648: Heiliges Römisches Reich, strittig zwischen Landgrafschaft Hessen-Darmstadt und Landgrafschaft Hessen-Kassel (Hessenkrieg)
- ab 1604: Heiliges Römisches Reich, Landgrafschaft Hessen-Darmstadt, Oberfürstentum Hessen, Oberamt Alsfeld, Amt Romrod[15]
- ab 1806: Großherzogtum Hessen,[Anm. 2] Fürstentum Ober-Hessen, Oberamt Alsfeld, Amt Romrod[16][17]
- ab 1815: Großherzogtum Hessen, Provinz Oberhessen, Amt Romrod[18]
- ab 1821: Großherzogtum Hessen, Provinz Oberhessen, Landratsbezirk Romrod[19][Anm. 3]
- ab 1829: Großherzogtum Hessen, Provinz Oberhessen, Landratsbezirk Alsfeld (Amtssitzverlegung)
- ab 1832: Großherzogtum Hessen, Provinz Oberhessen, Kreis Alsfeld
- ab 1848: Großherzogtum Hessen, Regierungsbezirk Alsfeld
- ab 1852: Großherzogtum Hessen, Provinz Oberhessen, Kreis Alsfeld
- ab 1867: Norddeutscher Bund,[Anm. 4] Großherzogtum Hessen, Provinz Oberhessen, Kreis Alsfeld
- ab 1871: Deutsches Reich, Großherzogtum Hessen, Provinz Oberhessen, Kreis Alsfeld
- ab 1918: Deutsches Reich (Weimarer Republik), Volksstaat Hessen, Provinz Oberhessen, Kreis Alsfeld
- ab 1938: Deutsches Reich, Volksstaat Hessen, Landkreis Alsfeld[20][Anm. 5]
- ab 1945: Amerikanische Besatzungszone,[Anm. 6] Groß-Hessen, Regierungsbezirk Darmstadt, Landkreis Alsfeld
- ab 1946: Amerikanische Besatzungszone, Hessen, Regierungsbezirk Darmstadt, Landkreis Alsfeld
- ab 1949: Bundesrepublik Deutschland, Hessen, Regierungsbezirk Darmstadt, Landkreis Alsfeld
- ab 1972: Bundesrepublik Deutschland, Hessen, Regierungsbezirk Darmstadt, Vogelsbergkreis, Gemeinde Schwalmtal
- ab 1981: Bundesrepublik Deutschland, Hessen, Regierungsbezirk Gießen, Vogelsbergkreis, Gemeinde Schwalmtal

### Gerichtszugehörigkeit seit 1803
In der Landgrafschaft Hessen-Darmstadt wurde mit Ausführungsverordnung vom 9. Dezember 1803 das Gerichtswesen neu organisiert. Für die Provinz Oberhessen wurde das Hofgericht Gießen als Gericht der zweiten Instanz eingerichtet. Die Rechtsprechung der ersten Instanz wurde durch die Ämter bzw. Standesherren vorgenommen und somit für Unter-Sorg durch das Amt Romrod. Das Hofgericht war für normale bürgerliche Streitsachen Gericht der zweiten Instanz, für standesherrliche Familienrechtssachen und Kriminalfälle die erste Instanz. Übergeordnet war das Oberappellationsgericht Darmstadt. Nach der Gründung des Großherzogtums Hessen 1806 wurden die Aufgaben der ersten Instanz 1821 im Rahmen der Trennung von Rechtsprechung und Verwaltung auf die neu geschaffenen Landgerichte übertragen. „Landgericht Alsfeld“ war daher von 1821 bis 1879 die Bezeichnung für das erstinstanzliche Gericht in Alsfeld, das heutige Amtsgericht, das für Unter-Sorg zuständig war.
Anlässlich der Einführung des Gerichtsverfassungsgesetzes mit Wirkung vom 1. Oktober 1879, infolge derer die bisherigen großherzoglichen Landgerichte durch Amtsgerichte an gleicher Stelle ersetzt wurden, während die neu geschaffenen Landgerichte nun als Obergerichte fungierten, kam es zur Umbenennung in Amtsgericht Alsfeld und Zuteilung zum Bezirk des Landgerichts Gießen.

## Bevölkerung

### Einwohnerstruktur 2011
Nach den Erhebungen des Zensus 2011 lebten am Stichtag dem 9. Mai 2011 in Unter-Sorg 51 Einwohner. Darunter waren keine Ausländer. Nach dem Lebensalter waren 6 Einwohner unter 18 Jahren, 21 zwischen 18 und 49, 15 zwischen 50 und 64 und 12 Einwohner waren älter. Die Einwohner lebten in 24 Haushalten. Davon waren 6 Singlehaushalte, 12 Paare ohne Kinder und 3 Paare mit Kindern, sowie keine Alleinerziehende und 3 Wohngemeinschaften. In 3 Haushalten lebten ausschließlich Senioren und in 15 Haushaltungen lebten keine Senioren.

### Einwohnerentwicklung
| • 1806: | 110 Einwohner, 17 Häuser |
| • 1829: | 129 Einwohner, 16 Häuser |
| • 1867: | 088 Einwohner, 13 Häuser |

| Unter-Sorg: Einwohnerzahlen von 1791 bis 2015 | Unter-Sorg: Einwohnerzahlen von 1791 bis 2015 | Unter-Sorg: Einwohnerzahlen von 1791 bis 2015 | Unter-Sorg: Einwohnerzahlen von 1791 bis 2015 | Unter-Sorg: Einwohnerzahlen von 1791 bis 2015 |
| --- | --------------------------------------------- | --------------------------------------------- | --------------------------------------------- | --------------------------------------------- |
| Jahr |                                               |                                               |                                               | Einwohner                                     |
| 1791 | 1791                                          |                                               | 97                                            | 97                                            |
| 1800 | 1800                                          |                                               | 87                                            | 87                                            |
| 1806 | 1806                                          |                                               | 110                                           | 110                                           |
| 1829 | 1829                                          |                                               | 129                                           | 129                                           |
| 1834 | 1834                                          |                                               | 131                                           | 131                                           |
| 1840 | 1840                                          |                                               | 123                                           | 123                                           |
| 1846 | 1846                                          |                                               | 106                                           | 106                                           |
| 1852 | 1852                                          |                                               | 101                                           | 101                                           |
| 1858 | 1858                                          |                                               | 97                                            | 97                                            |
| 1864 | 1864                                          |                                               | 93                                            | 93                                            |
| 1871 | 1871                                          |                                               | 92                                            | 92                                            |
| 1875 | 1875                                          |                                               | 84                                            | 84                                            |
| 1885 | 1885                                          |                                               | 74                                            | 74                                            |
| 1895 | 1895                                          |                                               | 73                                            | 73                                            |
| 1905 | 1905                                          |                                               | 72                                            | 72                                            |
| 1910 | 1910                                          |                                               | 68                                            | 68                                            |
| 1925 | 1925                                          |                                               | 70                                            | 70                                            |
| 1939 | 1939                                          |                                               | 68                                            | 68                                            |
| 1946 | 1946                                          |                                               | 132                                           | 132                                           |
| 1950 | 1950                                          |                                               | 130                                           | 130                                           |
| 1956 | 1956                                          |                                               | 98                                            | 98                                            |
| 1961 | 1961                                          |                                               | 85                                            | 85                                            |
| 1967 | 1967                                          |                                               | 65                                            | 65                                            |
| 1970 | 1970                                          |                                               | 72                                            | 72                                            |
| 2005 | 2005                                          |                                               | 58                                            | 58                                            |
| 2010 | 2010                                          |                                               | 53                                            | 53                                            |
| 2011 | 2011                                          |                                               | 51                                            | 51                                            |
| 2015 | 2015                                          |                                               | 64                                            | 64                                            |
| Datenquelle: Historisches Gemeindeverzeichnis für Hessen: Die Bevölkerung der Gemeinden 1834 bis 1967. Wiesbaden: Hessisches Statistisches Landesamt, 1968. Weitere Quellen: ; Gemeinde Schwalmtal (aus Webarchiv):; Zensus 2011 |                                               |                                               |                                               |                                               |

### Historische Religionszugehörigkeit
| • 1829: | 129 evangelische (= 100 %) Einwohner                              |
| • 1961: | 69 evangelische (= 81,18 %), 15 katholische (= 17,65 %) Einwohner |